# Евангелическо-лютеранская церковь Святой Екатерины (Днепр)
Храм Святой Екатерины — лютеранская церковь, находящаяся в городе Днепре, является первой возрождённой кирхой на территории Украины.

## История
1852 год — Основание лютеранского церковного прихода святой Екатерины в Екатеринославе.
1871 год — Начало отправления первых лютеранских Богослужений в Екатеринославе.

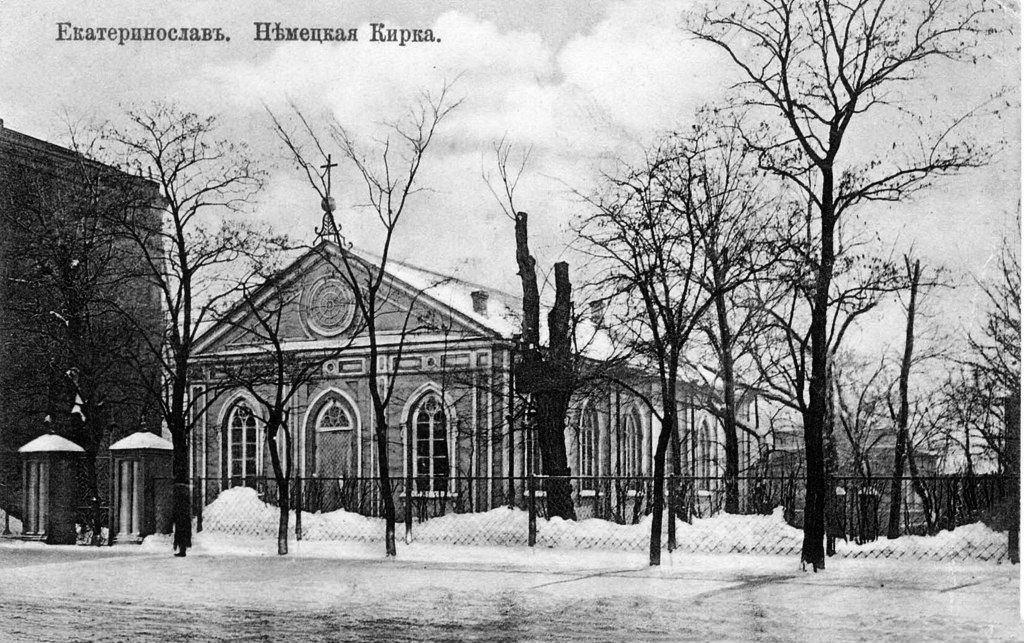
Лютеранская церковь, начало XX ст.

1861 год — На публичных торгах куплен участок городского сада для строительства церкви.
1865 год — Начало строительства церкви святой Екатерины.
1866 год — Освящение церкви в присутствии властей города.
1889 год — Построена элементарная школа.
1895 год — на церковном участке построен пасторат.
1933 год — Советская власть распускает церковный приход и конфискует здание церкви.
1941 год — Церковь была отреставрирована и богослужения возобновились. Позже с приходом Красной Армии религиозная община была закрыта, а здание передали городским властям. В дальнейшем здание церкви и пасторский дом использовались как библиотека и архив.
1991 год — Возобновление богослужений и новая регистрация церковного прихода. Начало реставрационных работ.
1993 год — Повторное освящение церкви святой Екатерины.
1999 год — Освящение восстановленного дома пастора.